# Giovanni Hidalgo
Giovanni Hidalgo (22. november 1963 i San Juan Puerto Rico) er en puertoricansk percussionist med congas som speciale.
Hidalgo kom til Cuba i 1981, hvor han mødte Changuito, som senere skulle blive hans lærer. I 1985 var han var med pianisten Eddie Palmieri på turné i USA og blev hørt af Dizzy Gillespie i New York. Han blev inviteret til at blive medlem af Gillespie´s United Nation Big Band i 1988, og fik sit gennembrud på den internationale scene.
Hidalgo har blandt andre spillet med Art Blakey, Michel Camilo, Paul Simon, Jack Bruce, Tito Puente, Paquito D´Rivera, Arturo Sandoval, Zakir Hussain og Phish. Han har ligeledes lavet indspilninger i eget navn.